# Sete Vezes Sete
Sette volte sette (Brasil: 7 Vezes 7, Um Álibi Perfeito Demais ou Um Álibi Quase Perfeito / Portugal: Sete Vezes Sete) é um filme ítaliano, de 1968, do gênero comédia, dirigido por Michele Lupo, produzido por Marco Vicario, música de Armando Trovajoli.

## Elenco
- Gastone Moschin ....... Benjamin Burton
- Lionel Stander ....... Sam
- Raimondo Vianello ....... Bodoni
- Gordon Mitchell ....... Big Ben
- Paolo Gozlino[1] ....... Bingo
- Nazzareno Zamperla[2] ....... Bananas
- Teodoro Corrà[3] ....... Briggs
- Erika Blanc ....... Mildred
- Terry-Thomas ....... inspetor de Scotland Yard
- Turi Ferro ....... Bernard
- Adolfo Celi ....... Warden
- Neil McCarthy ....... Sr. Docherty
- Gladys Dawson ....... miss Higgins
- Ray Lovelock ....... amante de Mildred
- Christopher Benjamin ....... o diretor do clube
- Lionel Murton ....... Walter o garçom do clube
- John Bartha ....... prisioneiro da mina
- Charles Borromel ....... agente
- Fulvio Mingozzi ....... Guarda prisional Jones
- Geoffrey Copleston ....... inspetor chefe
- Pupo De Luca ....... comentarista
- David Lodge ....... sargento

## Trilha sonora
Lado A
| N.º | Título              | Duração |  |
| 1.  | "The Getaway"       | 4:27    |  |
| 2.  | "Seven Times Blues" | 3:07    |  |
| 3.  | "The Red Bus"       | 2:20    |  |
| 4.  | "Seven Times Seven" | 2:54    |  |
| 5.  | "The Big Brain"     | 2:43    |  |

Lado B
| N.º | Título                            | Duração |  |
| 1.  | "Seven Times Seven" (The Casuals) | 2:21    |  |
| 2.  | "Seven Times Blues"               | 1:51    |  |
| 3.  | "The Big Brain"                   | 1:36    |  |
| 4.  | "The Red Bus"                     | 1:42    |  |
| 5.  | "Jail"                            | 2:03    |  |
| 6.  | "The Getaway"                     | 2:55    |  |